# Mała Palenica
Mała Palenica (618,5 m n.p.m.) – szczyt w Paśmie Baraniej Góry i Skrzycznego w Beskidzie Śląskim, będący zakończeniem wschodniego grzbietu Skrzycznego i oddzielony od niego płytką przełączką.
Palenicami nazywano góry, na których wytworzono pastwiska lub pola uprawne poprzez wypalenie lasu (gospodarka żarowa). Obecnie Mała Palenica jest całkowicie porośnięta lasem.
Północny stok Małej Palenicy opada do dolinki Potoku Drągowego, południowy do doliny Kalonki, wschodni w widły tych potoków. Administracyjnie znajduje się w granicach wsi Lipowa w województwie śląskim, w powiecie żywieckim, gminie Lipowa.